# Тбилисский ботанический сад
Тбилисский ботанический сад (груз. თბილისის ბოტანიკური ბაღი; до 1845 года Царский сад) расположен в историческом центре Тбилиси, южнее хребта Сололаки, в долине реки Легвта-Хеви.
В ботаническом саду широко представлена грузинская и мировая флора (около 3500 таксономических единиц). Через реку Цавкисисцкали на территории ботанического сада перекинуты три моста. Особенно примечателен арочный мост над крупным водопадом, построенный в 1914 году. Главный вход в ботанический сад расположен в конце Ботанической улицы у подножия горы с крепостью Нарикала. Площадь составляет 128 га.

## История
Сады, которые находились на том месте, где сейчас расположен ботанический сад, упомянуты многими географами и путешественниками средних веков, в том числе французским путешественником Жаном Шарденом (1671). Описание садов при крепости Нарикала есть в записях Жозефа Турнефора (1701). Они показаны на карте, составленной в 1735 году царевичем Вахушти. После присоединения Грузии к Российской империи принадлежали казне и назывались «Тифлисским казённым садом», одно время сдавались в откуп. В 1845 году переданы Тифлисской опытной станции и стали именоваться ботанический садом.
В 1896—1904 годах территория сада была расширена к западу, а в середине XX века к территории ботанического сада присоединили старое мусульманское кладбище. В 1910—1914 годах значительный вклад в развитии Тифлисского ботанического сада внёс российский и советский учёный ботаник, археолог и кавказовед Ф. И. Горепекин. С горных высот, достигавших более 4 км, он перенёс на себе около 1500 живых растений разных видов в ботанический сад, с тем, чтобы образовать там отдел кавказских высокогорных растений.
В 1909—1914 годах в хребте Сололаки был прорыт тоннель и сделан второй вход в ботанический сад с улицы Ладо Асатиани. Тоннель был открыт до 2004 года, затем закрыт и переделан под ночной клуб.

## Известные захоронения на территории ботсада
На старом мусульманского кладбище похоронены видные деятели азербайджанской культуры: писатель Мирза Фатали Ахундов (1812—1878), поэты Мирза Шафи Вазех и Мехтикули-хан Вафа, государственные деятели Азербайджанской Демократической Республики Фатали Хан Хойский, Гасан-бек Агаев, Мамед-Гасан Гаджинский и др.

## Галерея

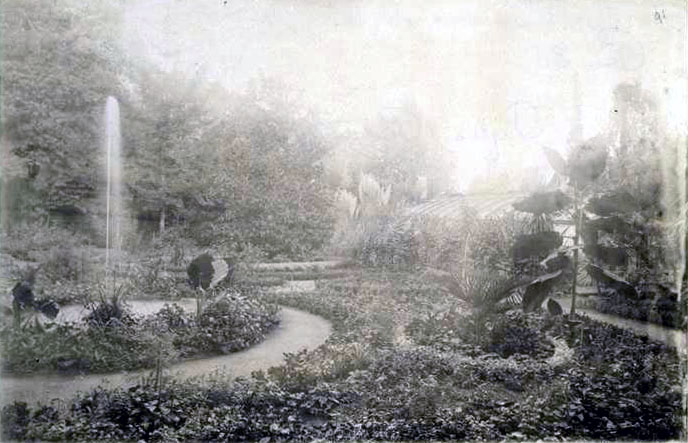
Теплицы и фонтан в ботаническом саду
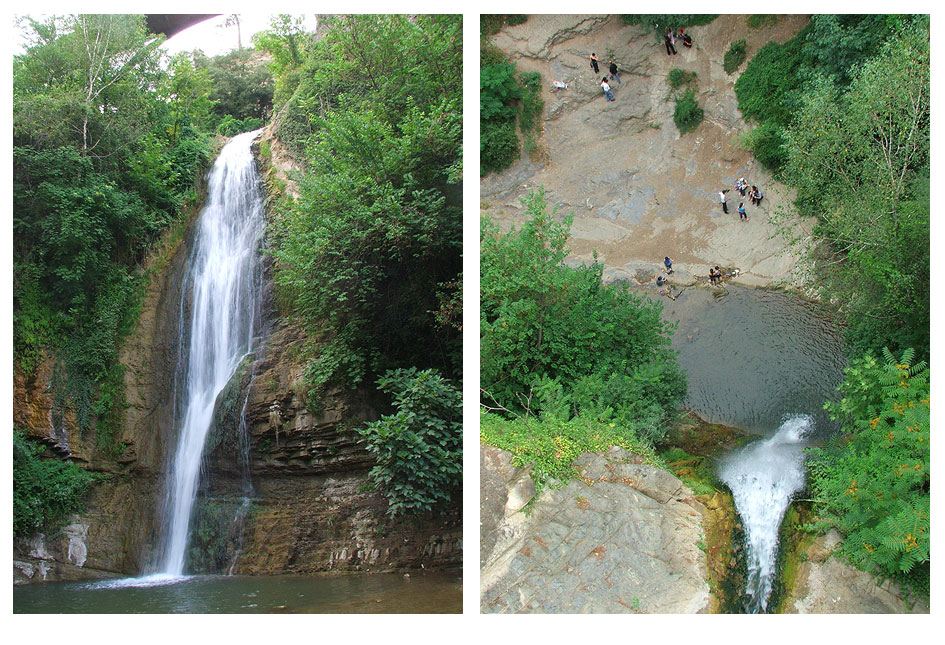
Водопад Тбилисского ботанического сада
Памятник похороненным на мусульманском кладбище в Тбилиси азербайджанцев